# Jazz Soundtracks: Original Music from the Arthouse Films of Hansjürgen Pohland 1962-1967
Jazz Soundtracks: Original Music from the Arthouse Films of Hansjürgen Pohland 1962–1967 ist ein Jazzalbum von Attila Zoller, das in Berlin 1962, 1966 und 1967 aufgenommen und 2013 postum bei Sonorama Records veröffentlicht wurde. Es enthält Musik, die der Gitarrist in verschiedenen Besetzungen für Filme von Hansjürgen Pohland eingespielt hatte.

## Hintergrund
Attila Zoller hatte 1962 die Musik zum Soundtrack von Herbert Veselys Böll-Verfilmung Das Brot der frühen Jahre geschaffen; dabei arbeitete er mit Joachim-Ernst Berendt zusammen. Produzent des Films war Hansjürgen Pohland; der Jazzfan Pohland kannte Zoller persönlich und gab ihm die Möglichkeit, Filmmusik zu komponieren und zu improvisieren. Der Spielfilm Das Brot der frühen Jahre gehörte zu den Höhepunkten des Oberhausener Manifests und des beginnenden Neuen Deutschen Films. Die Musik zum Film wurde mit dem Filmband in Gold 1962 ausgezeichnet.
Zoller schrieb schließlich 1966 Musik für Pohlands Verfilmung der Grass-Novelle Katz und Maus, anschließend für Pohlands Kriminalfilm Tamara (1968). Die Musik für Pohlands Filme wurde von Zoller und seinen Begleitmusikern unmittelbar vor der Leinwand gespielt und aufgenommen.
Nach der Verwendung in den Filmen Pohlands verschwand das Bandmaterial im Privatarchiv des Regisseurs; die Veröffentlichung der Aufnahmen wurde ermöglicht dank des Fotografen, Schauspielers und Jazzfans Jan George, der mit Pohland befreundet war und sie in München entdeckte. 2012 wurden die Aufnahmen digital gemastert. Das vorliegende Album enthält weitere Filmmusik, die Zoller einspielt hatte; 1962 hatte der Wiener Musikproduzent Hans Wewerka die Rechte an dem Film Das Brot der frühen Jahre erworben  und produzierte weitere Ausschnitte aus der Filmmusik. Bei diesen Titeln spielte Zoller mit Carlos Diernhammer (Piano), Helmut Csucovits (Kontrabass) und Rune Carlsson (Schlagzeug). Die Aufnahmen erschienen 1962 auf einer Vinyl-EP, einer Sonderanfertigung für Gäste der 15. Internationalen Filmfestspiele von Cannes, wo der Film seine Premiere feierte.
Joachim Ernst Berendt war 1966 von Zollers Musik für Katz und Maus derart angetan, dass er Zoller bat, die Aufnahmen im Dezember 1966 in New York mit amerikanischen Sidemen zu wiederholen; zu den Musikern an Zollers Seite gehörten Ron Carter, Albert Dailey und Bobby Thomas. Obwohl dies nicht die Original-Filmmusik war, erschienen diese Sessions 1967 auf einem Album mit dem Titel Attila Zoller – Original Soundtrack Cat + Mouse bei Saba; mit dabei vier Variationen über das Titelthema des Films sowie zwei weitere Titel, die unabhängig von den New Yorker Sessions und mit Jimmy Owens (tp) und Barre Phillips (kb) aufgenommen worden waren.

## Titelliste
- Attila Zoller: Jazz Soundtracks (Sonorama – C-76)

1. Pilenz (Original) (Katz und Maus) 4:34
2. Cold Fusion (Short) (Tamara) 2:54
3. Hedwig's Arrival (Brot der frühen Jahre) 4:02
4. Family Bricks (Tamara)	4:56
5. Mousetip Strut 	(Katz und Maus) 1:26
6. Light Wind (Tamara) 5:06
7. Mahlke (Original) (Katz und Maus) 2:36
8. Road Song (Original) (Brot der frühen Jahre) 6:36
9. Minesweeper (Katz und Maus) 1:40
10. Cold Fusion (Long) (Tamara) 6:06
11. Adam's Apple 	(Katz und Maus) 1:16
12. Hedwig's Departure (Brot der frühen Jahre) 3:00

## Filmmusik-Sessions Attila Zollers 1962–1967
- 1962 (Soundtrack: Brot der frühen Jahre): Attila Zoller Trio : Attila Zoller (git), Jürgen Ehlers (Bass), Kurt Bong (Schlagzeug).

Hedwig's Arrival, Road Song, Hedwig's Departure
- April 1962 (Album Night Bounce): Attila Zoller, Carlos Diernhammer (p), Helmuth Csucovits (kb) Rune Carlsson (dr).

Road song, Hedwig's Song, Chickless, Cellar Stairs, Knochta, Night Bounce.
- 1966 (Soundtrack Katz und Maus): Pilenz, Mousetip Strut, Mahlke, Minesweeper, Adam's Apple
- 1967 (Soundtrack Tamara): Cold Fusion (Kurzversion), Family Bricks, Light Wind, Cold Fusion (Langversion)

## Rezeption
Der Kritiker der Neuen Musikzeitung schrieb: „Wie Miles Davis bei „Fahrstuhl zum Schafott“ hatte Attila Zoller seine Filmmusiken zum „Brot“, zu „Katz und Maus“ und „Tamara“ direkt vor der Leinwand eingespielt. Er klingt dabei manchmal wie die großen Westcoastgitarristen der Fifties oder wie der psychedelische Gábor Szabó. Wie Szabó hatte auch er bei Chico Hamilton gespielt, der für Roman Polanskis „Ekel“ die Musik geliefert hat. Es war der „Jazzpapst“ Joachim Ernst Berendt, der damals die Soundtracks produziert hat und der damit einen wichtigen Beitrag zur deutschen Kino-Jazz-Geschichte geleistet hat. […] Es ist Attila Zollers swingender Westcoast-Sound, der den Film, der Anfang der Vierziger spielt, in die Gegenwart trägt, von damals und von heute.“